# Symbio
Symbio, de merknaam van het Vrij Verbond der Neutrale Mutualiteiten, is een voormalig Belgisch ziekenfonds. 
Het werd op 1 juli 1863 opgericht als de Fédération libre des sociétés mutualistes de Bruxelles et ses faubourgs. Het was actief in Brussel en de provincies Vlaams- en Waals-Brabant. Het had als ziekenfondsnummer 206. Tot en met 2020 werkten er 53 mensen bij Symbio en was de hoofdzetel gevestigd aan de Brand Whitlocklaan in Brussel. In 2021 fuseerde Symbio met Mutualia, dat ook tot de Landsbond van Neutrale Ziekenfondsen behoort. De merknaam Symbio hield daarmee op te bestaan.